# Hemerophis
Hemerophis es un género de serpientes de la familia Colubridae. Sus especies se distribuyen por Socotra (Yemen) y Namibia.

## Especies
Se reconocen las dos especies siguientes según The Reptile Database:
- Hemerophis socotrae (Günther, 1881)
- Hemerophis zebrinus (Broadley & Schätti, 2000)